# Санто Јани (Изернија)
Санто Јани је насеље у Италији у округу Изернија, региону Молизе.
Према процени из 2011. у насељу је живело 87 становника. Насеље се налази на надморској висини од 694 м.